# Bes (ägyptische Mythologie)
Bes ist eine Gottheit, die ursprünglich aus dem Sudan stammt und die ab der 12. Dynastie auch im Alten Ägypten verehrt wurde. Das weibliche Pendant zu Bes ist besonders in der griechisch-römischen Zeit Beset.

## Bedeutung
In der ägyptischen Götterwelt gilt Bes als Schutzgott, der seinen Schutz während der Nacht ausübte. Er schützte die ihn verehrenden Personen vor gefährlichen Wüstentieren, die er mit Messern vernichtete. Darunter insbesondere Schlangen, weswegen Bes auch oft als Schlangenwürger oder Schlangenverschlinger dargestellt wurde.
Er wird jedoch ebenfalls als Gott der Zeugung und der Geburt angesehen und seine Abbildungen sind deshalb häufig in Frauengemächern und an den Kopfenden von Betten (insbesondere Hochzeitsbetten) zu finden. Er sollte einerseits böse Geister vom Haus fernhalten und galt damit andererseits aber auch als Beschützer der Schwangeren, Wöchnerinnen und Neugeborenen. Allmählich wuchs er als Schutzgott des Gotteskindes – also der Nachkommen des Königs (Pharao) – empor. So zählte Bes beispielsweise zu den Göttern, die bei der Geburt von Königin Hatschepsut anwesend waren.
Allerdings galt Bes auch als Gott der Launen und Lustbarkeiten und so tanzte er zur Unterhaltung der Götter und spielte auf Harfe, Leier oder Tamburin.
Der junge Horus (Hor-pa-chered) wurde manchmal auch mit dem Gesicht des Bes dargestellt.
Als Partnerin wird Bes häufig Beset zur Seite gestellt. Er gilt aber auch als Partner der Taweret (Thoeris).

## Darstellung
Bes gehört zur Gruppe der Zwerggötter, die seit dem Mittleren Reich auftreten und in denen sich tierische und menschliche Züge vereinen. Er wurde mit einem Fratzengesicht, Löwenmähne und in der Missgestalt eines Krüppels dargestellt, oft auch mit hoher Federkrone. Seit dem Neuen Reich trägt er auf dem Rücken Flügel. Seine Darstellung erfolgt meist von vorne, was darauf hindeutet, dass die Ursprünge dieses Gottes nicht ägyptisch sind. Gelegentlich finden sich jedoch auch Abbildungen im Profil.

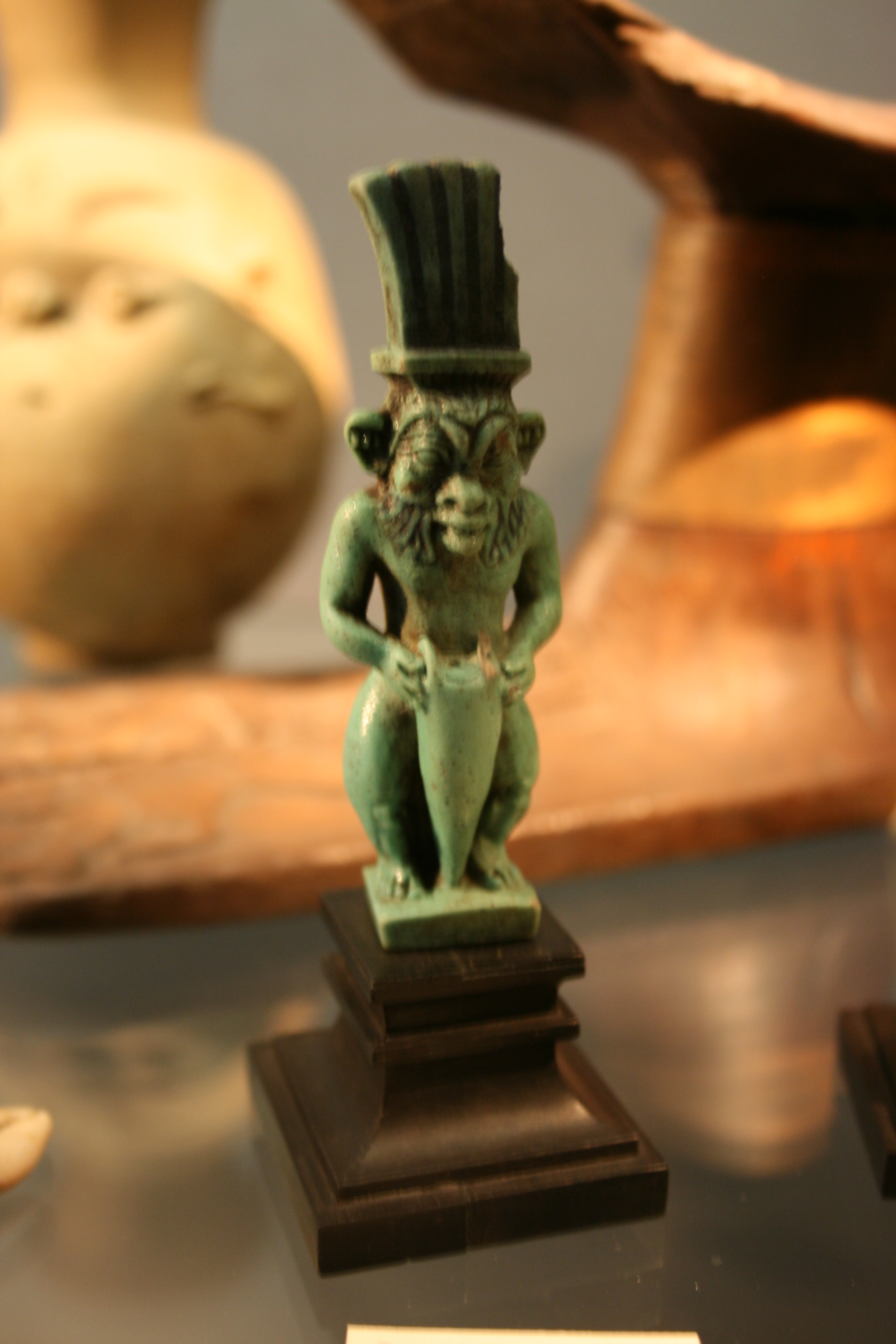
Bes-Amulett, 6. bis 4. Jahrhundert v. Chr. (Kunsthistorisches Museum Wien)
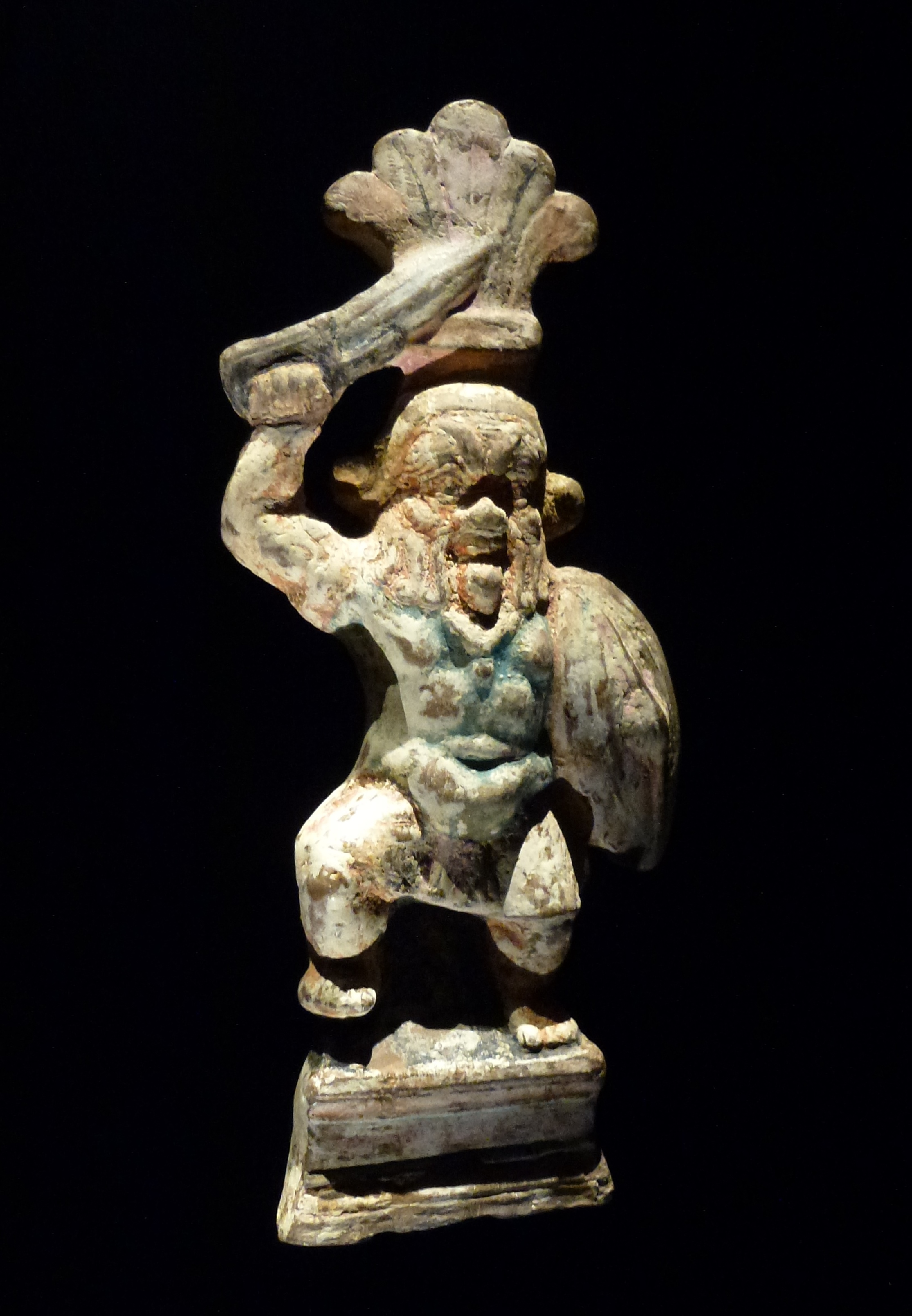
Statuette des Bes, 2. Jahrhundert v. Chr., Landesmuseum Württemberg, Stuttgart
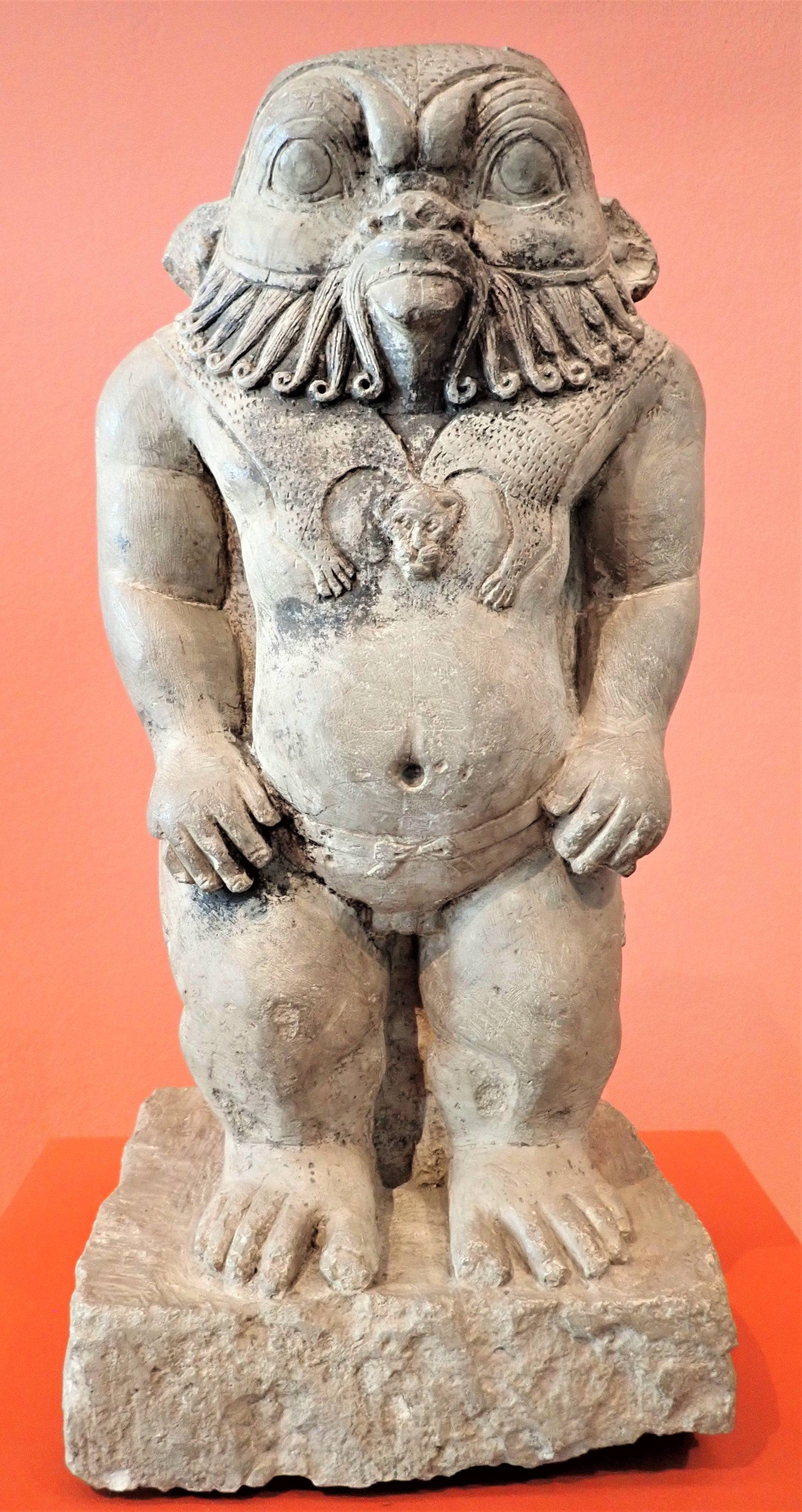
Statuette des Bes, Kalkstein, 300 bis 30 v. Chr., Roemer- und Pelizaeus-Museum Hildesheim
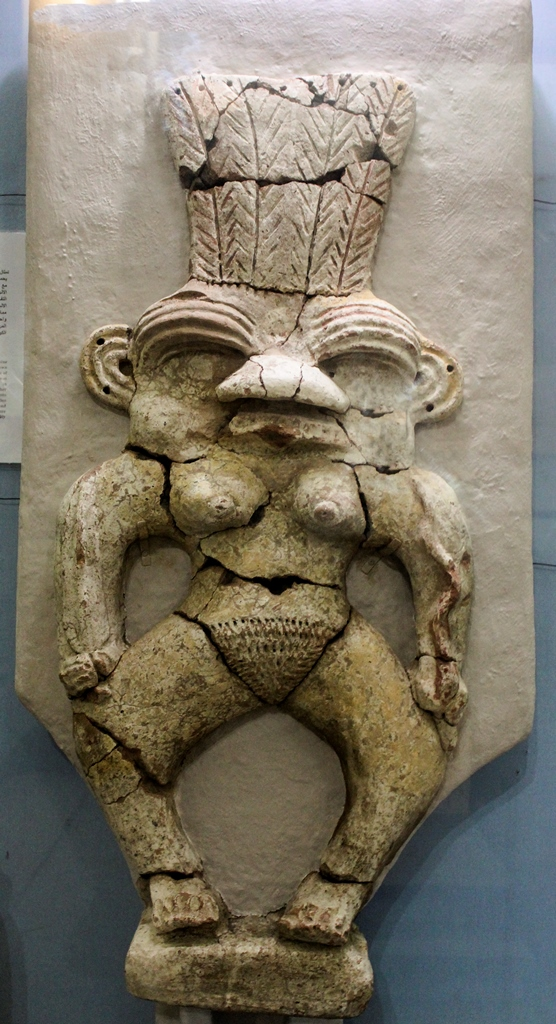
Statue des weiblichen Dämons Beset im Nationalmuseum Sudan

## Kult und Kultorte
Da Bes auch Gott der Launen und Lustbarkeiten war, waren Tanz und Musik wesentliche Bestandteile seines Kultes. In der Spätzeit wurde er in Sakkara, in der griechisch-römischen Zeit in Antinoupolis sowie im Tempel Sethos I. in Abydos verehrt. Als Orakelgottheit fand Bes in Abydos sogar bis zur Zeit Kaiser Konstantins Verehrung.
Ferner bezeugen Amulette mit seinen Abbildungen, dass eine weiter verbreitete Verehrung dieses Gottes bis zur römischen Zeit im Mittelmeerraum erfolgte.

## Sonstiges
Nach Bes ist möglicherweise die balearische Insel Ibiza benannt worden.